# Lundsbroen
Lundsbroen (Lundsbrua, Lundsbroa) eller Thygesons minne, som er broens officielle navn, er en bro i centrum af Kristiansand i Norge. Broen fører rigsvej 471 over floden Otra, og forbinder bydelene Lund og Kvadraturen. Dagens bro stod færdig i 1938.

## Thygesons minne
Broens officielle navn er Thygesons minne (dansk: Thygesons minde), til minde om Niels Emanuel de Thygeson som var dansk-norsk stiftsamtsmand i Christianssand fra 1804 til 1812.
Den første bro på dette sted (mellem Nedre Færgested og Lahelle) stod færdig i 1810. Den var 504 fod lang og 19 fod bred, havde tolv bropiller og blev finansieret af bompenge.